# Frigidarium
Das Frigidarium (von lateinisch frigidus „kalt“) war neben dem Tepidarium, dem Caldarium und dem Laconium bzw. Sudatorium Teil der klassisch-römischen Thermen, und zwar der Abkühlraum. Das Frigidarium konnte auch mit einem Kaltwasserbecken ausgestattet sein und diente zur Revitalisierung nach einem längeren Aufenthalt in Warmräumen. 
In modernen Sauna-Landschaften besitzt es in der Regel Duschen mit unterschiedlichen, vitalisierenden Sprüharten, wie Massagedüsen, warmem Tropenregen, kalte Sprühnebel, kalte Schauerduschen und weitere Duscharten. Das Frigidarium dient zur Anregung des Kreislaufs durch Temperaturwechsel.

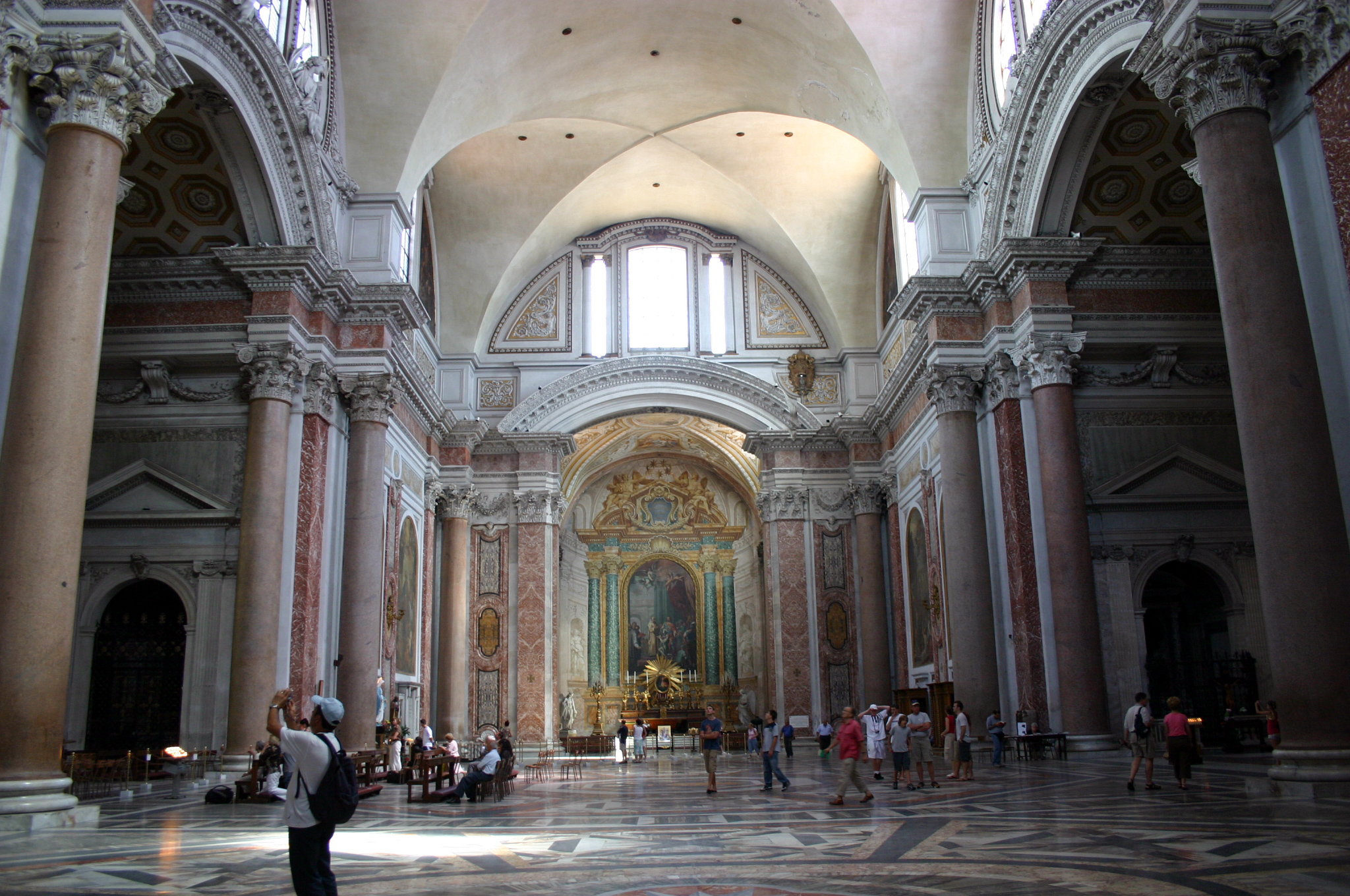
Kirche Santa Maria degli Angeli e dei Martiri in Rom, das einstige Frigidarium der Diokletiansthermen. Granitsäulen und Kreuzgratgewölbe noch original, die Thermenfenster teilweise rekonstruiert.
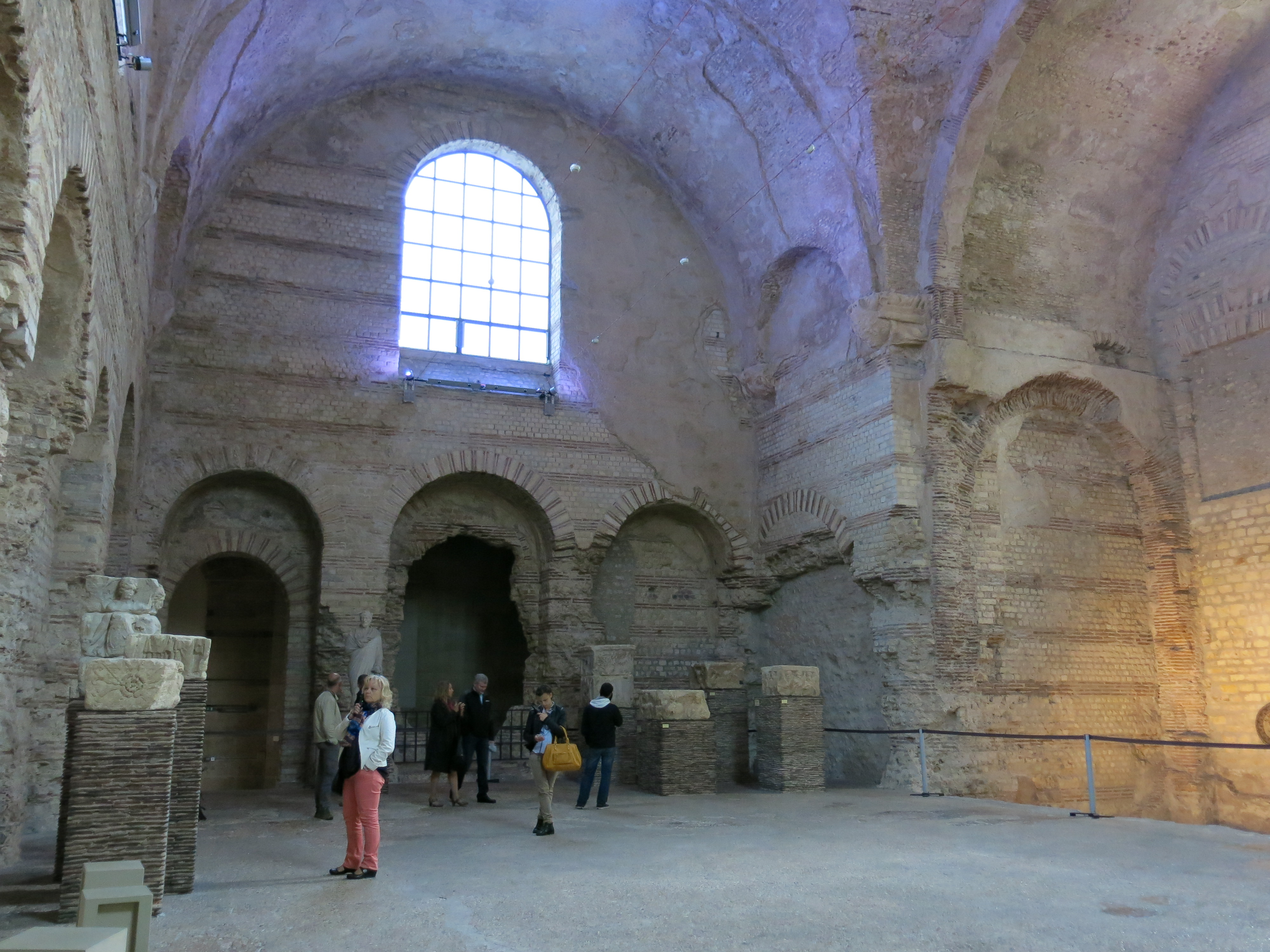
Frigidarium der Thermes de Cluny, Paris. Rechts beleuchtet das Kaltwasserbecken.